# Ivan Delić
Ivan Delić (* 29. září 1998 Split) je chorvatský fotbalový útočník hrající za Hajduk Split.

## Klubová kariéra
Ivan Delić, rodák ze Splitu, začal s fotbalem v mládežnické akademii Hajduku Split, ze které byl povolán do rezervního týmu v sezoně 2017-18. 29. října 2017 si připsal debut v A-týmu, kde střídal za Ivana Pešiće při remíze 0-0 proti Slavenu Belupo.
17. dubna 2018 podepsal Delić první profesionální smlouvu do roku 2021.

## Reprezentační kariéra
V říjnu 2015 obdržel pozvánku do chorvatské fotbalové reprezentace do 17 let na mistrovství světa do 17 let.

## Hráčské statistiky

### Klub
| Klub              | Sezóna            | Liga                         | Liga   | Liga | Pohár  | Pohár | Evropské soutěže | Evropské soutěže | Ostatní | Ostatní |
| Klub              | Sezóna            | Soutěž                       | Zápasy | Góly | Zápasy | Góly  | Zápasy           | Góly             | Zápasy  | Góly    |
| ----------------- | ----------------- | ---------------------------- | ------ | ---- | ------ | ----- | ---------------- | ---------------- | ------- | ------- |
| Hajduk Split II   | 2017–18           | Druhá chorvatská liga        | 29     | 9    | —      | —     | —                | —                | 29      | 9       |
| Hajduk Split II   | 2018–19           | Druhá chorvatská liga        | 8      | 4    | —      | —     | —                | —                | 8       | 4       |
| Hajduk Split II   | Dohromady         | Dohromady                    | 37     | 13   | —      | —     | —                | —                | 37      | 13      |
| Hajduk Split      | 2017–18           | Prva hrvatska nogometna liga | 2      | 0    | 0      | 0     | 0                | 0                | 2       | 0       |
| Hajduk Split      | 2018–19           | Prva hrvatska nogometna liga | 2      | 0    | 0      | 0     | 1                | 0                | 3       | 0       |
| Hajduk Split      | Celkově           | Celkově                      | 4      | 0    | 0      | 0     | 1                | 0                | 5       | 0       |
| Celkově v kariéře | Celkově v kariéře | Celkově v kariéře            | 41     | 13   | 0      | 0     | 1                | 0                | 42      | 13      |

Poznámky
1. ↑  Zápas v Evropské lize